# 铁锈指示剂
鐵鏽指示劑（Ferroxyl indicator solution），是用來測試Fe2+亞鐵離子和OH-氫氧根離子的化學試劑，常用以檢測金屬生鏽。
鐵鏽指示劑是含有鐵氰化鉀和酚酞的溶液。鐵氰化鉀會和亞鐵離子Fe2+進行反應，生成藍色的亞鐵氰化鐵Fe4[Fe(CN)6]3，而酚酞在氫氧根離子OH-存在時呈現會粉紅色。
將氯化鈉和鐵氰化鉀溶解於蒸餾水中，再加入酚酞，可製得鐵鏽指示劑。